# Macarisia pyramidata
Macarisia pyramidata är en tvåhjärtbladig växtart som beskrevs av Thou.. Macarisia pyramidata ingår i släktet Macarisia, och familjen Rhizophoraceae. Inga underarter finns listade i Catalogue of Life.